# Kompania graniczna KOP „Sapożyn”

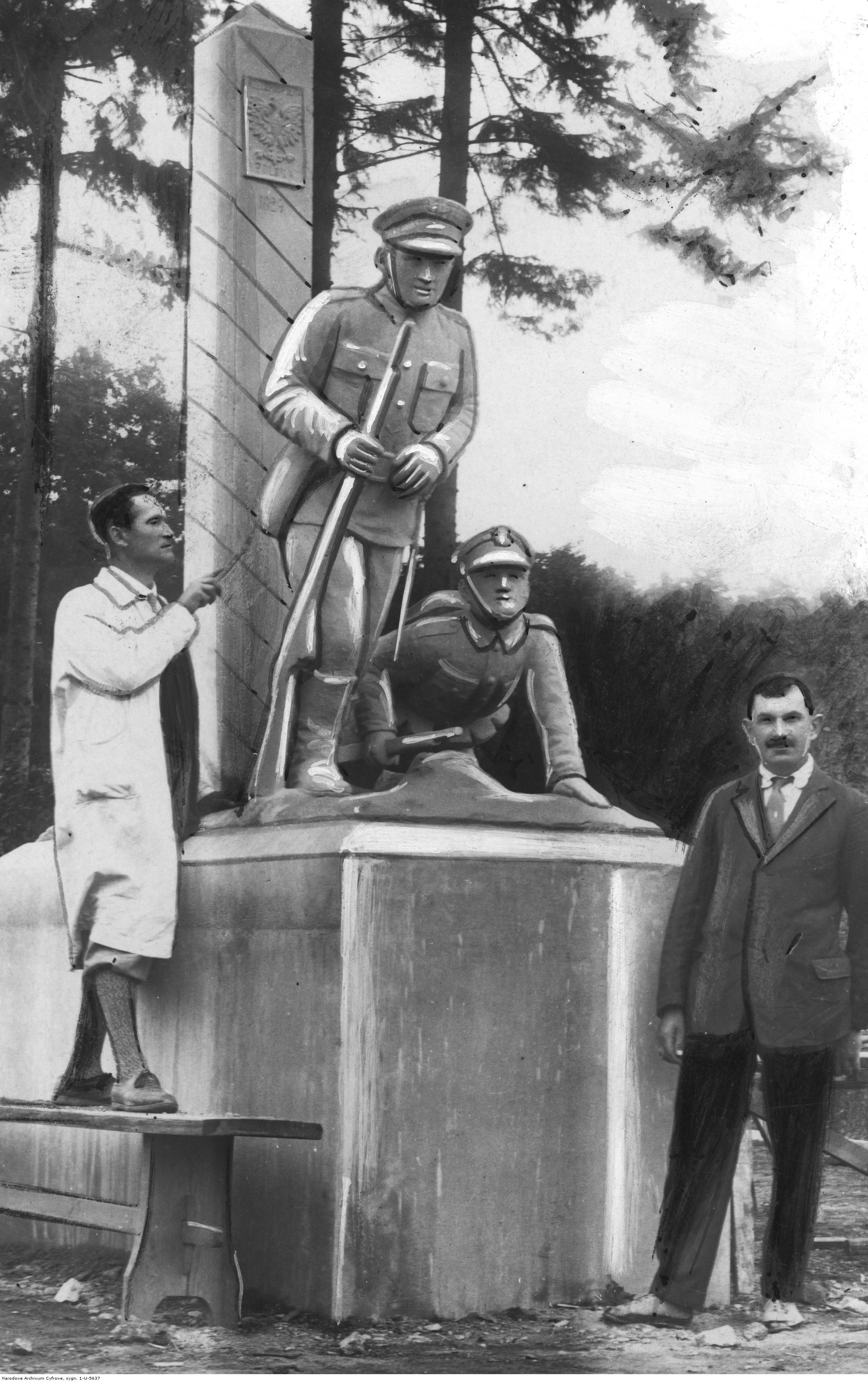
Sapożyn. Pomnik wdzięczności ludności kresowej dla Korpusu Ochrony Pogranicza

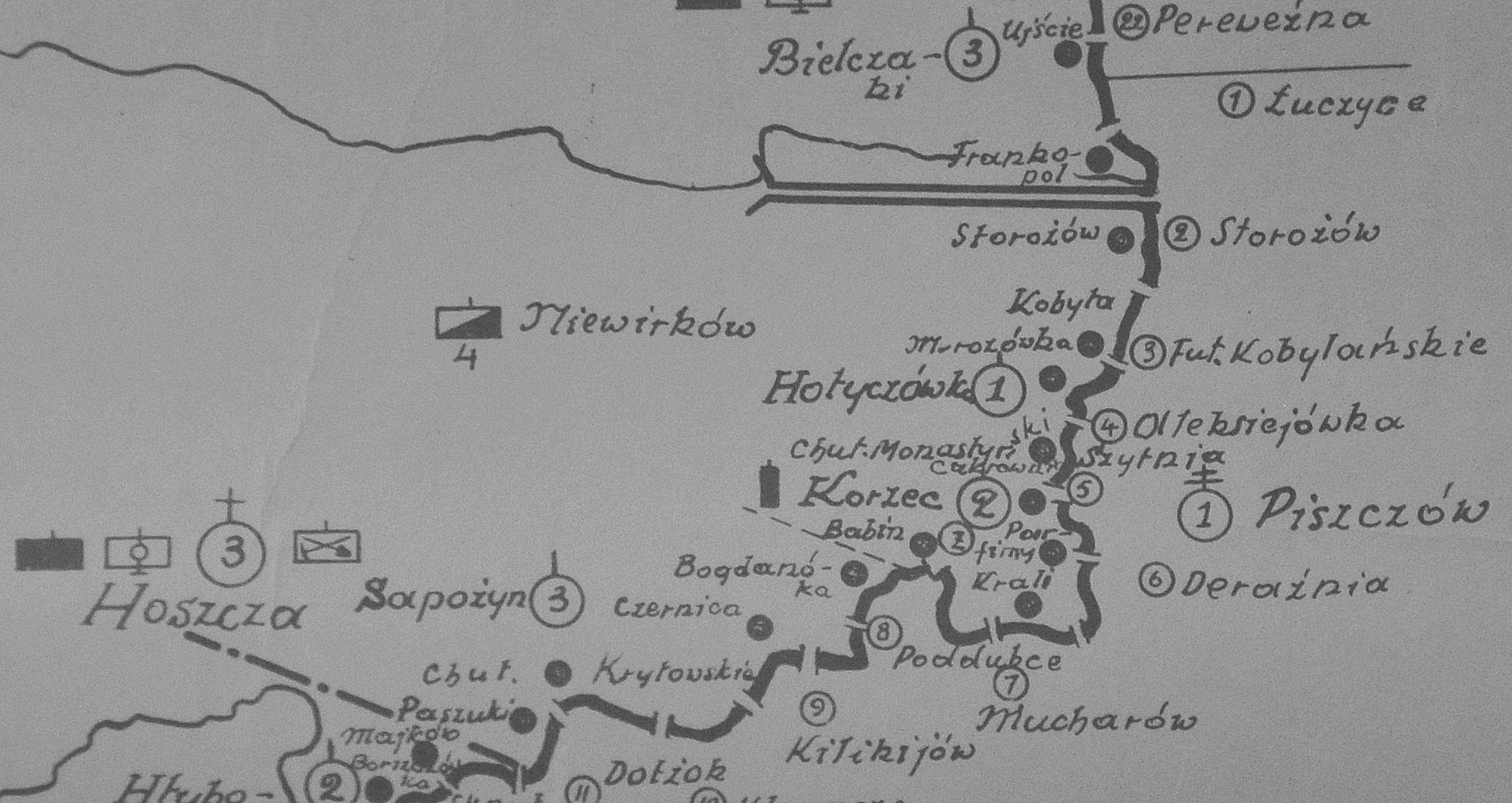
Rozmieszczenie baonu KOP „Hoszcza” w 1931

Kompania graniczna KOP „Sapożyn” – pododdział graniczny Korpusu Ochrony Pogranicza pełniący służbę ochronną na granicy polsko-radzieckiej.

## Formowanie i zmiany organizacyjne
Na podstawie rozkazu szefa Sztabu Generalnego L. dz. 12044/O.de B./24 z 27 września 1924, w pierwszym etapie organizacji Korpusu Ochrony Pogranicza, sformowano 3 batalion graniczny , a w jego składzie 26 kompanię graniczną KOP „Sapożyn”.
W listopadzie 1936 kompania liczyła 2 oficerów, 8 podoficerów, 4 nadterminowych i 82 żołnierzy służby zasadniczej.
Z dniem 20 maja 1938 dowódca KOP zarządzeniem nr L.1411/tj.og.org/38 reaktywował w 3 kompanii granicznej „Sapożyn” strażnicę KOP „Lidawka”.
W 1939 3 kompania graniczna KOP „Sapożyn” podlegała dowódcy batalionu KOP „Hoszcza”.

## Służba graniczna
Podstawową jednostką taktyczną Korpusu Ochrony Pogranicza przeznaczoną do pełnienia służby ochronnej był batalion graniczny. Odcinek batalionu dzielił się na pododcinki kompanii, a te z kolei na pododcinki strażnic, które były „zasadniczymi jednostkami pełniącymi służbę ochronną”, w sile półplutonu. Służba ochronna pełniona była systemem zmiennym, polegającym na stałym patrolowaniu strefy nadgranicznej i tyłowej, wystawianiu posterunków alarmowych, obserwacyjnych i kontrolnych stałych, patrolowaniu i organizowaniu zasadzek w miejscach rozpoznanych jako niebezpieczne, kontrolowaniu dokumentów i zatrzymywaniu osób podejrzanych, a także utrzymywaniu ścisłej łączności między oddziałami i władzami administracyjnymi. Miejscowość, w którym stacjonowała kompania graniczna, posiadała status garnizonu Korpusu Ochrony Pogranicza.
3 kompania graniczna „Sapożyn” w 1934 ochraniała odcinek granicy państwowej szerokości 28 kilometrów 888 metrów. Po stronie sowieckiej granicę ochraniały zastawy „Poddubce”, „Kilikijów”, „Klepacze” i „Dołżok” z komendantury „Annopol” .
Wydarzenia:
- W meldunku sytuacyjnym z 29 stycznia 1925 napisano: 25 stycznia 1925 na pododcinku kompanii ze strażnicy nr 101 zbiegł do bolszewików st. szer. Małyszko, udając się do Starożewa, gdzie został zatrzymany przez sowiecką straż graniczną[9].

Kompanie sąsiednie:
- 2 kompania graniczna KOP „Korzec” ⇔ 2 kompania graniczna KOP „Hłuboczek” – 1928[10], 1929[11], 1931[8] , 1932[12], 1934[13], 1938[14]

## Struktura organizacyjna
Strażnice kompanii w latach 1928 – 1929 :
- 101 strażnica KOP „Czernica”
- 102 strażnica KOP „Kryłów”
- 103 strażnica KOP „Chutor Kryłowskie”
- 104 strażnica KOP „Paszuki” (później Lidawka)

Strażnice kompanii w latach 1931 – 1938 
- strażnica KOP „Bogdanówka”[e]
- strażnica KOP „Czernica”[f]
- strażnica KOP „Chutor Kryłowskie”[g]
- strażnica KOP „Lidawka”[h] (wcześniej Paszuki)

Organizacja kompanii 17 września 1939:
- dowództwo kompanii
- pluton odwodowy
- 1 strażnica KOP „Bohdanówka”
- 2 strażnica KOP „Czernica”
- 3 strażnica KOP „Chutor Kryłowskie”
- 4 strażnica KOP „Lidawka”[i][j]

## Dowódcy kompanii
- kpt. Franciszek Gęsior (był 31 lipca 1928 − 9 marca 1929 → dowódca kadry kompanii szkolnej) [17]
- kpt. Władysław Węgrzyński (9 marca 1929 − 29 marca 1929 → dowódca 2 kompanii granicznej) [17]
- kpt. dypl. Bożesław Nieciengiewicz (29 marca 1929 − 20 kwietnia 1929 → dowódca kadry kompanii szkolnej)[17]
- kpt. Franciszek Gęsior (20 kwietnia 1929 − 27 maja 1929 → dowódca kadry kompanii szkolnej)[17]
- kpt. dypl. Bożesław Nieciengiewicz (27 maja 1929 − 12 kwietnia 1930 → do 70 pp)[17]
- kpt. Zygmunt Bagnowski (28 marca 1930 − 16 maja 1933 → dowódca kompanii odwodowej)[17]
- kpt. Stefan Jesionek (16 maja 1933 −)[17]
- kpt. Stanisław II Marek[k] (- 1939)